# 김원술
김원술(金元述, ? ~ ?)은 신라의 화랑이다.
신라의 삼국통일 영웅 김유신과 그의 조카이자 후처인 지소부인(태종무열왕과 문명왕후의 딸) 사이에서 태어난 아들이다. 패주를 이유로 부친 김유신에 의해 쫓겨난 데 이어 모친 지소부인도 김유신의 유언을 받아들여 원술을 아들로 받아들이지 않자 세상을 등지고 숨어 살았다.

## 생애
김유신의 둘째 아들로 672년 당이 말갈족과 함께 신라를 공격하자 비장으로 출전하였으나, 당나라 장수 고간의 공격으로 효천, 의문 등이 전사하고 신라군은 패퇴하였다. 그는 죽기를 각오하고 적진으로 뛰어들려고 하였으나, 좌관 담릉 등이 한사코 말려서 후퇴하였다.
문무왕은 김유신의 전공을 생각하여 김원술을 처벌하지 않았다. 이에 김유신은 김원술을 처형시킬 것을 왕에게 주청하였으나 왕은 이를 허락지 않았다. 김원술은 이를 부끄럽게 여기고 시골에 숨어 살다가 673년 7월 아버지가 죽자 어머니를 만나려 하였으나, 어머니도 아버지의 유언을 받아들여 끝내 만나주지 않았다.
그는 그 길로 태백산에 들어갔는데, 675년 당나라의 군사가 매소성으로 쳐들어오자 지난날의 치욕을 씻기 위해 싸움터로 나가 공을 세웠다. 그러나, 여전히 어머니가 만나주지 않자 세상을 비관하며 일생을 숨어 살았다.

## 사후
그가 패주하여 김유신에게 버림받은 것은 후에 구전으로 전해져 원술 설화, 원술랑 설화 등으로 전해졌고 희곡으로 각색되기도 하였다.

## 기타
그의 사후 후손들은 그를 시조로 하여 진주 김씨로 분관하였다.

## 김원술이 등장하는 작품

### TV 드라마
- 《삼국기》(KBS, 1992년 ~ 1993년, 배우:강인기)
- 《화랑전사 마루》(KBS, 2006년, 배우:백종민)
- 《대왕의 꿈》(KBS, 2012년 ~ 2013년, 배우:백승우)

## 같이 보기
- 김유신
- 지소부인
- 문무왕
- 김삼광
- 김서현
- 반굴
- 관창
- 김품일